# 日本ロマンチック街道

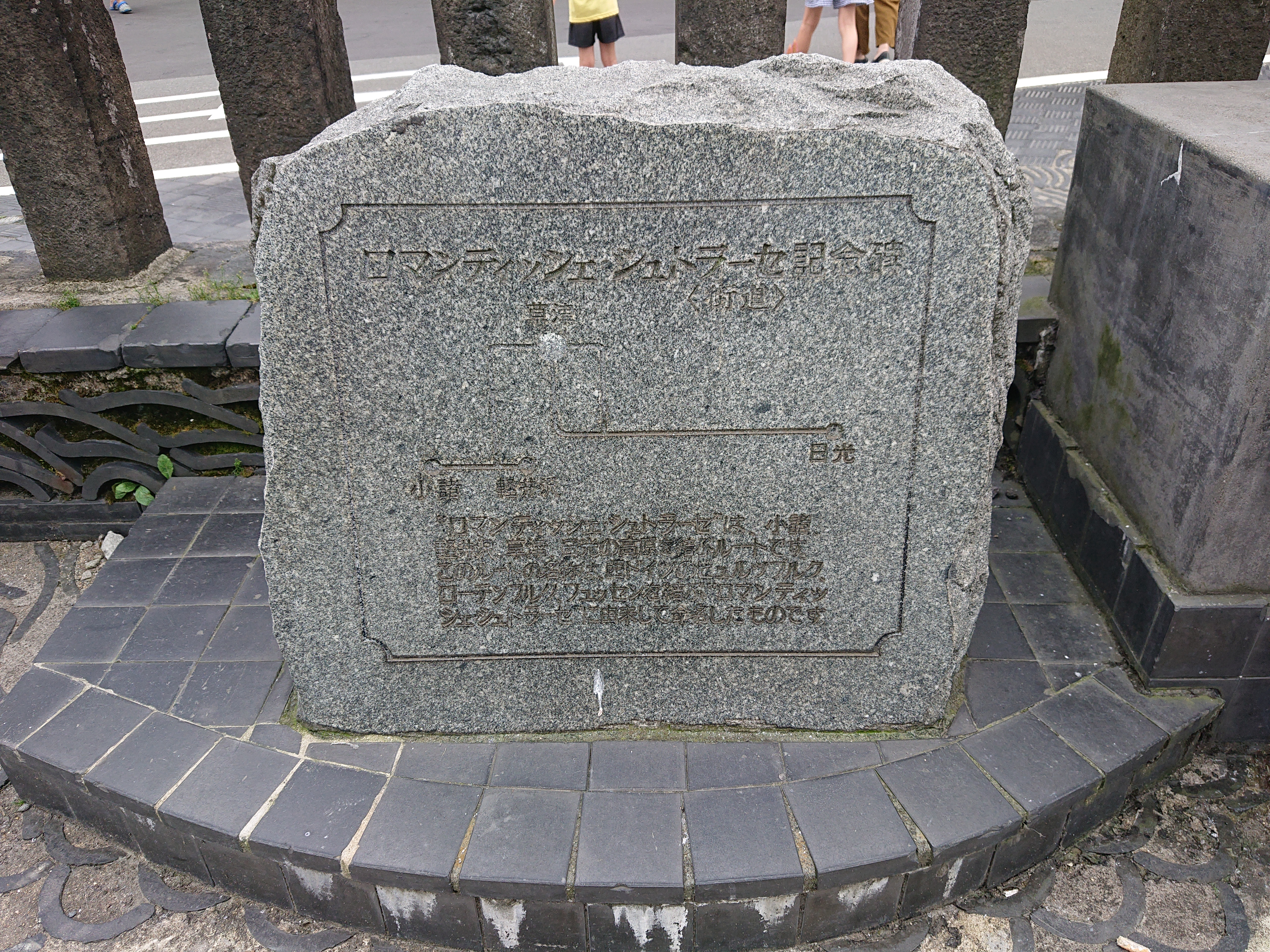
草津温泉に設置された「制定記念碑」。制定当初は小諸が起点であった。

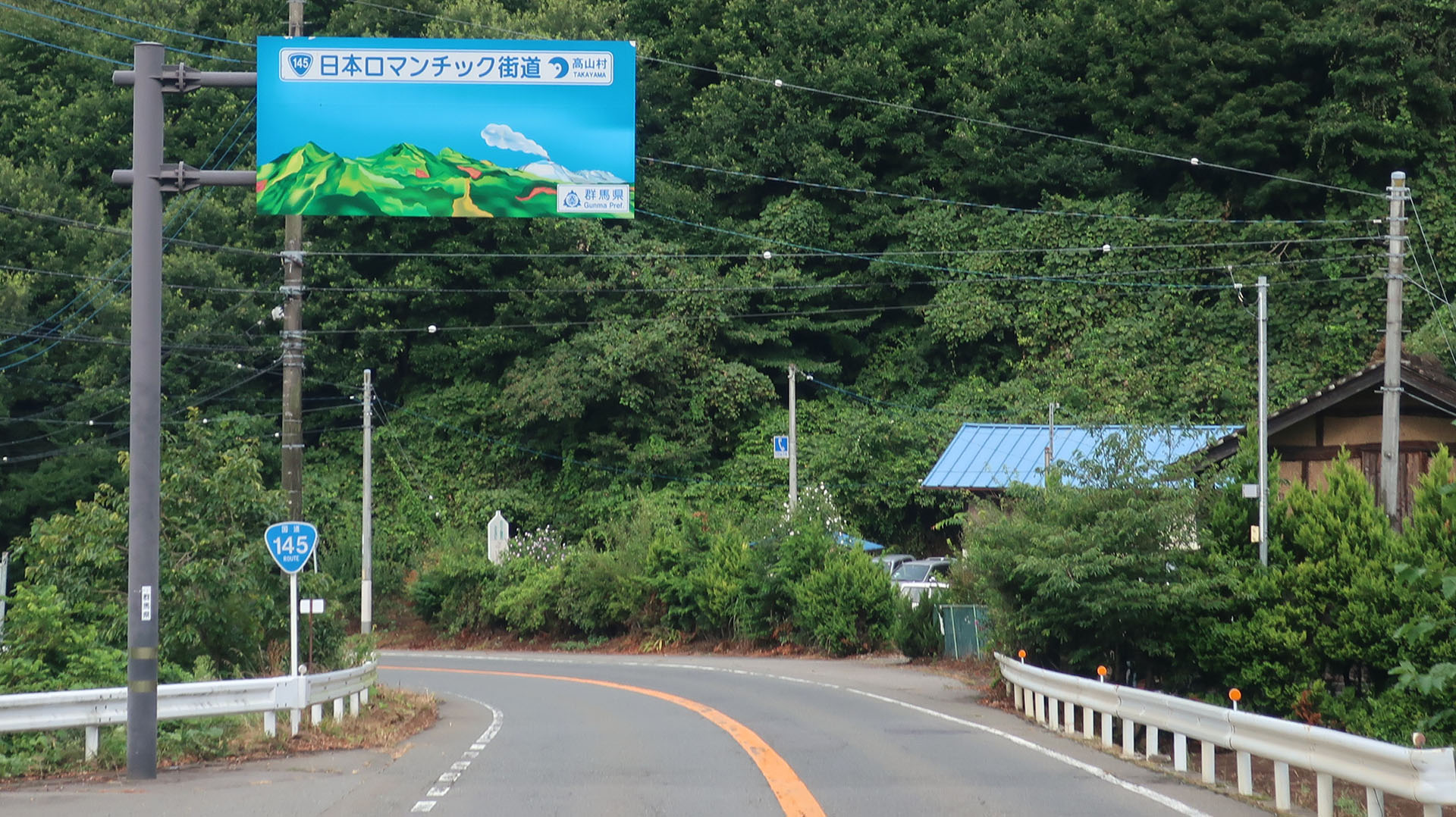
日本ロマンチック街道の標識
（国道145号）
群馬県吾妻郡高山村大字中山

日本ロマンチック街道（にほんろまんちっくかいどう）は、長野県上田市から栃木県日光市までの全長約320 kmを通過する広域観光ルートからなる街道である。街道の名称はドイツのロマンティック街道に由来する。該当する道路沿いには街道の現在地（市町村）を案内する緑色のマップ標識が設置されている（街道名だけ書かれたマップなし小型標識もある）。
ドイツのロマンティック街道とは1988年11月25日に姉妹街道の締結をしている。

## 沿線風景
観光路線として設定されたルートであるだけに、沿線には上信越高原国立公園、軽井沢、草津温泉、日光国立公園などの国際的な観光地があり、近世の城下町、温泉町、宿場町、門前町を経由する。ロマンティック街道の名を拝したのは、沿線の自然が日本において最もドイツ的自然環境を持っているからだといわれる。30年以上にわたりドイツとの異文化交流を行なっている元草津温泉観光協会長の中沢晁三が当初「ロマンティシェ・ストラーセ」と名づけた。

## 主なルート
- 国道18号
- 国道146号
- 国道145号
- 国道120号（沼田市 - 日光市）

## 参加市町村
| 長野県 - 上田市 - 東御市 - 小諸市 | 群馬県 - 吾妻郡 - 嬬恋村 - 草津町 - 長野原町 - 東吾妻町 - 中之条町 - 高山村 - 沼田市 - 利根郡 - みなかみ町 - 川場村 - 昭和村 - 片品村 | 栃木県 - 日光市 |

## 姉妹街道・友好街道
姉妹街道
- ドイツ・「ロマンティック街道」 - ヨーロッパでも最も著名な街道のひとつ

友好街道
- カナダ・「メープル街道」 - 北米大陸のゴールデンルート